# Antonio Dugnani
Antonio Dugnani (Milão, 8 de junho de 1748 - Roma, 19 de outubro de 1818) foi um cardeal do século XVIII e XIX

## Nascimento
Nasceu em Milão em  8 de junho de 1748. De uma das famílias nobres mais distintas de Milão. O mais velho dos dois filhos do conde Carlo Dugnani, signore de Terrazzano, e da condessa Giuseppa Dati, dos condes della Somaglia. O outro filho foi Giulio, decurione , com quem a família terminou em 1832. Foi batizado no dia 24 de setembro seguinte com o nome de Antonio Giuseppe.

## Educação
Estudos iniciais em Milão; depois, estudou na Universidade de Pavia, onde obteve o doutorado in utroque iure , direito canônico e civil. Foi iniciado pelos pais na carreira eclesiástica.

## Início da vida
Ele foi para Roma quando completou seus estudos. Conclavista do cardeal Carlo Rezzonico, iuniore , em 1769. Em 1770, já era camareiro particular de Sua Santidade in abito paonazzo . Então, ele se tornou o primeiro da nação das Armênias . Nomeado advogado consistorial em 1º de junho de 1770 (1) . Referendário dos Tribunais da Assinatura Apostólica da Justiça e da Graça, 5 de setembro de 1771.

## Sacerdócio
Foi ordenado sacerdote em 21 de setembro de 1771, na catedral de Frascati. Em 1772, tornou-se prelado doméstico de Seus Santificados. Consultor da SC dos Ritos, novembro de 1775. Auditor civil do cardeal Camerlengo Carlo Rezzonico, iuniore , em janeiro de 1777. Cônego do capítulo da basílica patriarcal de Latrão; e mais tarde, seu vigário ca.1780. Protonotário supranumerário apostólico, janeiro de 1781. Nomeado núncio na França em 14 de fevereiro de 1785.

## Episcopado
Eleito arcebispo titular de Rodi, 11 de abril de 1785. Consagrado, 12 de junho de 1785, Roma, pelo cardeal Carlo Rezzonico. Confirmado como núncio na França por um breve apostólico datado de 14 de junho de 1785; apresentou suas cartas credenciais em abril de 1787; embora não estivesse preparado para lidar com os acontecimentos da Revolução Francesa, ele forneceu ao secretário de Estado um corpo de informações detalhadas e alguns julgamentos críticos para ajudar a entender a gravidade da situação desde os primeiros dias após a abertura dos Etats Généraux, inaugurada em 5 de maio de 1789. Em julho de 1790, o Núncio Dugnani obteve do rei Luís XVI o projeto de texto da Constituição Civil do Clero; ele recusou o convite do rei para fazer uma observação crítica do texto; em vez disso, o núncio o enviou a Roma; manteve a mesma atitude quando os bispos franceses lhe pediram conselhos sobre o que fazer; sua opinião era que uma decisão sobre um assunto tão importante, como era a organização do sistema eclesiástico na França e suas relações com o poder civil, só poderia ser tomada pela Santa Sé; o núncio confirmou o que os bispos leais a Roma, mas mais ativos na Assembleia Nacional, acreditavam que uma rejeição total da Constituição Civil poderia levar o clero francês, imbuído de ideias galicanas, a um cisma de grandes proporções. Em Roma, O Papa Pio VI confiou a uma congregação especial de cardeais os assuntos da França, esperando que o tempo melhorasse a situação. Núncio Dugnani estava enfrentando a crescente animosidade contra Roma; já em agosto de 1790, advertiu o cardeal secretário de Estado de que na opinião pública francesa se espalhava o boato de que o papa estava promovendo com outras potências uma intervenção militar para esmagar a Revolução. Nos meses seguintes, o episcopado francês, de forma autônoma, deu provas de lealdade a Roma e críticas à constituição civil do clero em documento intitulado advertiu o cardeal secretário de Estado de que se espalhava na opinião pública francesa o boato de que o papa estava promovendo com outras potências uma intervenção militar para esmagar a Revolução. Nos meses seguintes, o episcopado francês, de forma autônoma, deu provas de lealdade a Roma e críticas à constituição civil do clero em documento intitulado advertiu o cardeal secretário de Estado de que se espalhava na opinião pública francesa o boato de que o papa estava promovendo com outras potências uma intervenção militar para esmagar a Revolução. Nos meses seguintes, o episcopado francês, de forma autônoma, deu provas de lealdade a Roma e críticas à constituição civil do clero em documento intituladoExposition des prmncipes sur la Constitution civile du clergé(publicado em 30 de outubro de 1790); e resistiu às pressões e intimidações destinadas a obter uma adesão forçada à Constituição Civil. Então o Papa Pio VI decidiu oficializar a condenação da Constituição Civil pelo escrito de 10 de março de 1791 aos bispos signatários da Exposição; e um breve de 13 de abril ao clero e ao povo da França; o texto era radicalmente contrário a qualquer abertura e também crítico às ideias de tolerância e liberdade, não deixando mais espaço para concessões. A primeira reação contra a posição papal ocorreu em 2 de maio de 1791, quando um grupo de manifestantes queimou em Paris, no Palais-Royal, uma marionete representando o papa com o texto da constituição civil em uma das mãos e uma adaga na outra, um fita com a inscrição "fanatismo" na testa e outra com os dizeres "in extremis pedindo desculpas por não poder atender às exigências do núncio. O último despacho do Núncio Dugnani de Paris datava de 30 de maio de 1791, um dia depois de deixar a capital francesa, partindo para a administração diária da nunciatura Auditor Giulio Quarantotti. De volta à Itália, Núncio Dugnani foi para Milão, onde aguardou instruções com a esperança de poder em breve retomar sua missão na capital francesa, principalmente após a eclosão da guerra na primavera de 1792. Mas a ilusão de uma rápida derrota da Revolução logo desapareceu, e ele voltou para Roma. Dois anos depois, foi promovido a cardinalato.

## Cardinalado
Criado cardeal sacerdote no consistório de 21 de fevereiro de 1794; recebeu o chapéu vermelho em 27 de fevereiro de 1794; e o título de S. Giovanni a Porta Latina, 12 de setembro de 1794. Atribuído à SS. CC. Consistorial, Bispos e Regulares, Propaganda Fide, Correção de Livros da Igreja Oriental, Bom Governo, Índias Orientais e China. Protetor dos monges antonianos do Monte Líbano; da Arquiconfraria de Sagre Stimmate ; da Confraria de S. Anna de' Bresciani ; da Confraria de S. Bartolomeo dei Bergamaschi ; da Confraria da SS. Rosárioem Albano; da República de San Marino; e da cidade de Betinoro. Camerlengo do Sacro Colégio dos Cardeais, de 1º de junho de 1795 a 27 de junho de 1796. Nomeado legado em Romagna, a província mais rica dos Estados Pontifícios, em 1º de junho de 1794; chegou à legação em 30 de outubro; deixou Ravenna, a capital, com o vice-legado, Giacomo Giustiniani, em 25 de junho de 1796, por ocasião da primeira invasão das tropas francesas comandadas por Charles Pierre François Augereau; ele voltou em 20 de julho, após a partida das tropas francesas, mas optou por ainda residir em Rimini de 2 de agosto a 11 de novembro de 1796; em 12 de novembro, voltou a Ravenna e ficou até 31 de janeiro de 1797, quando partiu definitivamente, com o vice-legado Giustiniani, depois que a ocupação francesa da legação foi sancionada pelo Tratado de Tolentino, pela qual Romagna se uniu à República Cispadana. Ele foi para Milão até a convocação do conclave. Participou noconclave de 1799-1800, celebrada em Veneza, que elegeu o Papa Pio VII. Voltou para Roma. Optou pelo título de S. Prassede, em 23 de dezembro de 1801. Nomeado pró-prefeito da SC da Propaganda Fide, em 31 de outubro de 1804; ocupou o cargo até 16 de maio de 1805. Entre 1806 e 1808, quando as relações entre os Estados Pontifícios e o Império Francês se deterioraram, o cardeal Dugnani foi, junto com os cardeais Giuseppe Doria Pamphili, Fabrizio Ruffo e Aurelio Roverella, um dos mais influentes entre os aqueles que tentaram persuadir o Papa Pio VII a assumir uma atitude conciliatória com o imperador Napoleão I Bonaparte. Optou pela ordem dos bispos e pela sede suburbicária de Albano, em 3 de agosto de 1807. Mesmo após a ocupação de Roma e a deportação do papa e do Colégio dos Cardeais para a França, ele continuou a mostrar uma moderação que muitos consideraram excessiva . Em 1808 foi deportado para Milão e mais tarde, em 1809, para Paris. Ele conseguiu evitar comparecer às cerimônias civis e religiosas (1 e 2 de abril de 1811) do casamento do imperador Napoleão I e Maria-Louise da Áustria e não ser sancionado por isso. Alegou indisposição (real ou fictícia) e foi escusado permitindo que a corte imperial o considerasse "aderente" à decisão do imperador(2) . Por esta razão, ele estava entre os "cardeais vermelhos", autorizados pelo imperador a usar seus hábitos cardeais, enquanto os cardeais que se recusaram a comparecer ao casamento não podiam usá-los e eram os "cardeais negros". Retornou a Roma após o restabelecimento do governo papal em 1814. Optou pela sede suburbicária de Porto e Santa Rufina, em 8 de março de 1816. Subdecano do Sacro Colégio dos Cardeais. Prefeito do Supremo Tribunal da Assinatura Apostólica de Justiça, 16 de março de 1817.

## Morte
Morreu em Roma em 19 de outubro de 1818. Exposto e enterrado na igreja de S. Maria em Vallicella, Roma (4) .